# Glaciar Bogen
Glaciar Bogen (en inglés: Bogen Glacier) es un pequeño glaciar en el norte del fiordo de Drygalski entre el Peñasco Trendall y la Bahía Hamilton, en el extremo sureste de Georgia del Sur. Fue nombrado por el Comité de topónimos Reino Unido Antártida en 1979 en recuerdo de Arne Bogen, sellador noruego que trabaja en Georgia del Sur después de 1950; capitán del buque y de la estación de sellado Albatross Foreman, Grytviken.